# گئورگی مالنکوف
گئورگی ماکسیمیلیانوویچ مالنکوف (به روسی: Гео́ргий Максимилиа́нович Маленко́в) (زادهٔ ۶ دسامبر ۱۹۰۱ – درگذشتهٔ ۱۴ ژانویه ۱۹۸۸) سیاست‌مدار اهل اتحاد جماهیر شوروی بود که پس از مرگ ژوزف استالین، مدت کوتاهی مقام دبیرکل حزب کمونیست اتحاد جماهیر شوروی را برعهده داشت. پس از مواجهه با مخالفت و پافشاری بقیهٔ اعضای پلیتبوروی کمیتهٔ مرکزی حزب کمونیست شوروی، مالنکوف حاضر شد از رهبری حزب کناره‌گیری کند اما در مقام نخست‌وزیر اتحاد شوروی و صدرنشینی در رهبری جمعی در اتحاد شوروی باقی بماند. مدتی بعد، مالنکوف با نیکیتا خروشچف درگیر نزاع بر سر قدرت شد که در نهایت به برکناری او از نخست‌وزیری در سال ۱۹۵۵ و اخراج او از پلیتبوروی کمیتهٔ مرکزی در سال ۱۹۵۷ منجر گردید.
ارتباط شخصی مالنکوف با ولادیمیر لنین، باعث شد او بتواند پلکان ترقی در حزب کمونیست شوروی را با سرعت بیشتری طی کند، به نحوی که در ۲۴ سالگی مسئول نظارت بر اسناد حزب شده بود. مالنکوف توانست به استالین هم نزدیک شود که در این زمان قدرتش را به عنوان دبیرکل حزب کمونیست شوروی تثبیت کرده بود. به خاطر این نزدیکی و آشنایی، مالنکوف در پاکسازی بزرگ استالین نقش مهمی داشت و مدتی بعد، در زمان جنگ جهانی دوم، به عنوان مسئول برنامهٔ موشکی شوروی منصوب شد. مالنکوف ، با هدف تثبیت موقعیت خود به عنوان فرد محبوب استالین، موفق شد مارشال گئورگی ژوکوف را بدنام و بی‌اعتبار کند و از سوی دیگر کوشید شکوه و عظمتی را که شهر لنینگراد طی جنگ جهانی دوم به دست آورده بود سرکوب و نابود کند تا وجههٔ مسکو به عنوان تنها پایتخت فرهنگی و سیاسی شوروی حفظ شود.
پس از مرگ استالین در ۵ مارس ۱۹۵۳، مالنکوف موقتاً به عنوان جانشین بی‌چون‌ و چرای استالین در رهبری شوروی ظاهر شد و جای او را در مقام رئیس هیئت وزرای شوروی (نخست‌وزیر) و رئیس دستگاه حزب کمونیست اتحاد شوروی گرفت. اما تنها ۹ روز بعد، پلیتبورو او را وادار کرد که از ریاست حزب استعفا بدهد و فقط مقام نخست‌وزیری را حفظ کند، و مالنکوف هم راضی شد که صرفاً مقام عالی‌رتبه‌ترین عضو پلیتبورو را حفظ کند. اما در اوایل سال ۱۹۵۴، با ظهور نیکیتا خروشچف در مقام دبیرکل حزب کمونیست شوروی، قدرت ملانکوف رو به افول گذاشت و در سال ۱۹۵۵ مجبور شد از نخست‌وزیری استعفا بدهد. پس از ترتیب‌دادن یک کودتای نافرجام علیه خروشچف در سال ۱۹۵۷، مالنکوف از پلیتبورو اخراج و به جمهوری شوروی سوسیالیستی قزاقستان تبعید شد و در نوامبر ۱۹۶۱ او را به‌طور کامل از حزب کمونیست شوروی اخراج کردند. مدت کوتاهی پس از آن، مالنکوف رسماً از سیاست بازنشسته شد. مالنکوف پس از اقامتی کوتاه در قزاقستان، به مسکو برگشت و باقی عمرش را دور از سیاست گذراند و در ۱۴ ژانویهٔ ۱۹۸۸ در سن ۸۶ سالگی درگذشت.

## پیشینهٔ خانوادگی
مالنکوف در شهر اورنبورگ در امپراتوری روسیه به دنیا آمد. پدرش کشاورزی ثروتمند بود و مادرش دختر یک آهنگر و نوهٔ یک کشیش ارتدکس بود. اجداد پدری مالنکوف در قرن ۱۸ میلادی از منطقهٔ اهرید واقع در ایالت عثمانی روم‌ایلی (مقدونیهٔ شمالی امروز) به روسیه مهاجرت کرده و برخی از آنها افسر ارتش امپراتوری روسیه بودند.
مالنکوف جوان اغلب در فروش محصولات کشاورزی اراضی پدرش همکاری می‌کرد. او چند ماه پیش از وقوع انقلاب ۱۹۱۷ روسیه از دبیرستان فارغ‌التحصیل شد.

## کارنامهٔ سیاسی
مالنکوف در سال ۱۹۱۸ به عنوان نیروی داوطلب به ارتش سرخ پیوست و در جنگ داخلی روسیه، در کنار سایر کمونیست‌ها علیه نیروهای ارتش سفید جنگید. او در سال ۱۹۲۰ به حزب کمونیست اتحاد شوروی پیوست و به عنوان کمیسار سیاسی در ترکستان مشغول تبلیغ و ترویج ایده‌های شوروی شد.

### حزب کمونیست
پس از جنگ داخلی روسیه، مالنکوف فوراً خود را به عنوان یک بلشویک کمونیست سرسخت به دیگران شناساند. او در رده‌های حزب کمونیست ترقی کرد و در دههٔ ۱۹۲۰ به عنوان دبیر کمونیست در مدرسهٔ فنی عالی مسکو منصوب شد اما در تحصیلاتش چندان موفق نبود و به جای آن مسیر سیاست را پیش گرفت. او در این دوره، دوستی نزدیکی با ویاچسلاو مالیشف پیدا کرد که بعدها در کنار ایگور کورچاتوف رهبری برنامهٔ اتمی شوروی را برعهده داشت.
در سال ۱۹۲۴، توجه استالین به فعالیت‌های مالنکوف جلب شد و او را در دفتر سازمانی کمیته مرکزی حزب کمونیست به کار گرفت. مالنکوف مسئول نگهداری اسناد مربوط به اعضای حزب کمونیست شوروی بود و تا ۱۰ سال بعد از آن، دو میلیون پرونده تحت نظارت او قرار داشت. مالنکوف به همین واسطه، ارتباط نزدیکی با استالین پیدا کرد و در پاکسازی بزرگ نقش داشت. در ۱۹۳۸، مالنکوف یکی از چهره‌های کلیدی در رقم‌زدن برکناری نیکولای یژوف از ریاست کمیساریای خلق در امور داخلی بود. در ۱۹۳۹، مالنکوف به مدیریت کادر حزب کمونیست رسید که باعث می‌شد بر کلیهٔ مسائل پرسنلی حزب کنترل داشته باشد. در همین سال، مالنکوف عضو و منشی کمیتهٔ مرکزی حزب کمونیست شد و به عضویت کامل دفتر سازمانی کمیتهٔ مرکزی حزب درآمد. در فوریهٔ ۱۹۴۱، مالنکوف کاندیدای عضویت در پلیتبوروی کمیته مرکزی حزب کمونیست شد.

### جنگ جهانی دوم
پس از عملیات بارباروسا و حملهٔ آلمان نازی به شوروی، مالنکوف ارتقا یافت و به عضویت کمیتهٔ دفاع کشور (SDC) درآمد. اعضای دیگر این کمیته، لاورنتی بریا (رئیس کمیساریای خلق در امور داخلی)، کلیمنت ووراشیلوف و ویاچسلاو مولوتف بودند و استالین رئیس کمیته بود. این گروه کوچک بر تمامی ابعاد حیات سیاسی و اقتصادی کشور کنترل کامل داشت و عضویت مالنکوف در این کمیته در واقع او را به یکی از پنج مرد قدرتمند شوروی در دوران جنگ جهانی دوم تبدیل کرد. بین سال‌های ۱۹۴۱ و ۱۹۴۳، مسئولیت اصلی مالنکوف در کمیتهٔ دفاع کشور، نظارت بر تولید هواپیمای نظامی و پیشرفت تسلیحات هسته‌ای در کشور بود. او در سال ۱۹۴۳ به ریاست کمیته‌ای رسید که پس از پایان جنگ۷ بر بازسازی اقتصادی برخی مناطق آزادسازی‌شده (به استثنای لنینگراد) نظارت داشت.

### موشک‌های هسته‌ای شوروی
استالین وظیفهٔ ساخت موشک هسته‌ای را به مالنکوف و بریا محول کرد. مالنکوف به ریاست برنامهٔ موشکی شوروی رسید و معاون اول او یک دانشمند موشکی ۳۳ ساله به نام دمیتری اوستینوف بود که بعدها یکی از قدرتمندترین وزیران دفاع شوروی شد. طی جنگ جهانی دوم، مالنکوف، اوستینوف و میخائیل خرونیچف، برنامهٔ موشکی شوروی را کلید زدند و پس از شکست آلمان نازی، برنامهٔ موشکی این کشور را فوراً جذب کردند. زیر نظر مالنکوف، صنعت ساخت موشک‌های وی-۲ از پنمونده به مسکو برده شد تا بیشتر توسعه داده شود که چند سال بعد منجر به ساخت موشک‌های ووستوک و فضاپیمای اسپوتنیک در شوروی شد. در همین زمان، ملانکوف دستور استالین مبنی بر ساخت چند مرکز فضایی را دنبال می‌کرد از جمله مرکز کاپوستین یار در نزدیکی رود ولگا و مرکز خرونیشف در مسکو.

### حمله به گئورگی ژوکوف
گئورگی ژوکوف برجسته‌ترین فرماندهٔ نظامی شوروی در جنگ جهانی دوم بود که در چندین نبرد سرنوشت‌ساز به پیروزی رسیده بود از جمله محاصرهٔ لنینگراد، نبرد استالینگراد و نبرد برلین. استالین، لاورنتی بریا و مالنکوف به ژوکوف سوءظن داشتند و نگران بودند که او گرایش‌های کاپیتالیستی داشته باشد چون ژوکوف با ژنرال دوایت آیزنهاور دوست شده و رئیس‌جمهور آیندهٔ آمریکا را به لنینگراد و مسکو دعوت کرده بود و از همکاری ایالات متحده و شوروی نیز حمایت می‌کرد. مدت کوتاهی پس از پایان جنگ جهانی دوم، مالنکوف علیه چندین نفر که در شوروی قهرمان جنگی قلمداد می‌شدند موضع گرفت از جمله ژوکوف، کنستانتین روکوسوفسکی و چند ژنرال محبوب دیگر. عمده اتهاماتی که مالنکوف علیه ژوکوف مطرح می‌کرد این بود که او رفتار ضدانقلابی و خودخواهی «بناپارتی» دارد. ژوکوف تنزل درجه یافت و به مقام پایین‌تری در شهر اودسا منصوب شد و اندکی بعد برای اولین بار سکتهٔ قبلی کرد که همین اتفاق باعث شد نگرانی مالنکوف نسبت به او عمدتاً از بین برود.
پس از حمله به ژوکوف، مالنکوف قدرت بیشتری گرفت و به استالین نزدیک‌تر شد. در سال ۱۹۴۶ مالنکوف کاندیدای عضویت در پلیتبوروی کمیته مرکزی حزب کمونیست شد. هرچند موقتاً پشت سر رقبایش آندری ژدانف و بریا قرار داشت اما باز هم توانست دل استالین را به دست بیاورد، به‌خصوص پس از مرگ مرموز آندری ژدانف در سال ۱۹۴۸. در همان سال، مالنکوف دبیر کمیتهٔ مرکزی حزب کمونیست شد.

### حذف رقبا و ماجرای لنینگراد

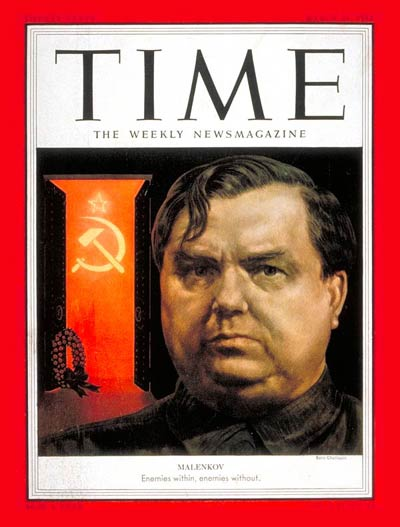
گئورگی مالنکوف روی جلد مجله تایم، مورخ ۲۳ مارس ۱۹۵۳.

در اواخر دههٔ ۱۹۴۰ و اوایل دههٔ ۱۹۵۰، مالنکوف بیش از پیش به استالین نزدیک شده بود. رقابت اصلی او با رهبران شهر لنینگراد بود که پس از مقاومت در برابر محاصره لنینگراد توسط نیروهای هیتلر، در عرصهٔ سیاسی کشور مطرح شده بودند. پس از شکست محاصرهٔ لنینگراد، شهردار این شهر به نام کوزنتسوف و معاونان او شهرت و محبوبیت زیادی در سراسر شوروی کسب کردند. مالنکوف از سیاست استالین مبنی بر سرکوب این افراد پیروی می‌کرد و می‌کوشید وجههٔ مسکو به عنوان تنها مرکز قدرت در شوروی را حفظ کند. در سال ۱۹۴۹، مالنکوف شخصاً همراه با چندین مأمور مسلح از وزارت امنیت کشور به لنینگراد رفت و به‌سرعت رهبران شهر را برکنار و دستگیر کرد. پس از چند محاکمهٔ مخفیانه، ۲۳ نفر از جمله شهردار لنینگراد و معاونان او اعدام شدند و اجساد آنها در گودالی بی‌نام و نشان در حومهٔ شهر دفن گردید. در همین زمان، بیش از دو هزار نفر از مدیران ارشد و روشنفکران لنینگراد هم شناسایی و به سیبری تبعید شدند. اموال آنها مصادره شد و جای خالی آنها را کمونیست‌های وفادار به استالین پر کردند. در این سال‌ها، مالنکوف اعضای «کمیتهٔ یهودی ضدفاشیست» را هم سربه‌نیست کرد. بسیاری از اعضای این کمیته در «شب قتل شاعران» کشته شدند. در ۱۲ اوت ۱۹۵۲، سیزده نویسندهٔ یهودی که با جنبش صهیونیسم ارتباط داشتند، به جرم خیانت در زیرزمین زندان لوبیانکا اعدام شدند. این اقدام با تأیید استالین و نظارت مالنکوف انجام شد.
با اعدام و حذف رقبای سیاسی، وفاداری مالنکوف به استالین بیش از پیش ثابت شد و او اکنون جدی‌ترین گزینه برای جانشینی استالین قلمداد می‌شد. چاپ تصویر او بر روی جلد مجله تایم در سال‌های ۱۹۵۲ و ۱۹۵۳ نیز مؤید این امر است.

### دوران نخست‌وزیری

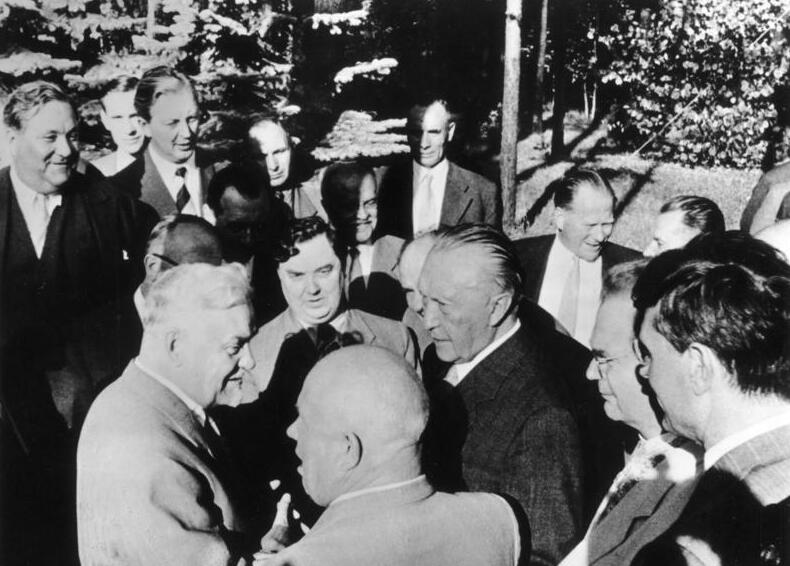
مالنکوف و رهبران کمونیست در حال گفتگو با کنراد آدناور - ۱۹۵۵.

پس ار مرگ استالین در ۵ مارس ۱۹۵۳، پشتکار و بلندپروازی سیاسی مالنکوف به ثمر نشست. ۴ روز بعد، مالنکوف، ویاچسلاو مولوتف، لاورنتی بریا و نیکیتا خروشچف در مراسم خاکسپاری استالین در یادبود او سخنرانی کردند. در ۶ مارس، یک روز پس از مرگ استالین، مالنکوف جانشین او در مقام نخست‌وزیر اتحاد شوروی شد. همچنین نام مالنکوف دز صدر اعضای جدید پلیتبوروی کمیته مرکزی حزب کمونیست قرار گرفت. هرچند تا یک سال هیچ عنوان مشخصی برای رهبر حزب وجود نداشت اما این نکته نشان می‌داد که مالنکوف در مقام رهبر حزب نیز جانشین استالین شده‌است. در ۷ مارس، نام مالنکوف در صدر فهرست دبیران دبیرخانه کمیته مرکزی حزب کمونیست اتحاد شوروی قرار گرفت و تأیید شد که او پس از استالین به قدرتمندترین مرد شوروی تبدیل شده‌است. اما پس از تنها یک هفته، مالنکوف مجبور شد از دبیرخانه استعفا بدهد. رهبران جدید حزب می‌خواستند از تجمیع قدرت در یک فرد پیشگیری کنند. خروشچف به رهبری حزب رسید و در ۱۴ مارس، نام او در صدر فهرست بازبینی‌شده دبیران قید شد، هرچند که تا سپتامبر ۱۹۵۳، عنوان دبیرکل حزب کمونیست اتحاد جماهیر شوروی به او داده نشد. مالنکوف نخست‌وزیر شوروی باقی ماند و دوران تقسیم قدرت مالنکوف-خروشچف آغاز شد. مالنکوف سمت نخست‌وزیری را ۲ سال حفظ کرد که دورانی آکنده از نزاع بر سر قدرت در کرملین بود.
در حوزهٔ اقتصاد، مالنکوف حامی تمرکز مجدد اقتصاد بر تولید کالاهای نهایی، به قیمت نادیده‌گرفتن صنایع سنگین، بود. هدف او از این سیاست، بهبود استانداردهای زندگی در شوروی بود. مالنکوف همچنین طرفدار سیاست‌هایی مانند تخفیف مالیاتی برای دهقانان، افزایش قیمت خرید غلات از کلخوزها، و تشویق دهقانان برای کشت و زرع زمین‌های شخصی‌شان بود. این سیاست‌ها در دوران نخست‌وزیری مالنکوف تصویب شد اما به اهداف خود نرسید و هزینهٔ زیادی روی دست دولت گذاشت و همین امر باعث شد اثرگذاری مالنکوف کاهش یابد.

مالنکوف در سال ۱۹۶۴.

### سقوط و سال‌های پایانی
در فوریهٔ ۱۹۵۵، مالنکوف به سوءاستفاده از قدرت و ارتباط نزدیک با بریا (که در دسامبر ۱۹۵۳ به جرم خیانت اعدام شده بود) متهم و مجبور به استعفا شد. او را به خاطر سرعت پایین اجرای اصلاحات در کشور، به‌خصوص در زمینهٔ بازسازی و آزادی زندانیان سیاسی مقصر می‌دانستند. برنامهٔ اقتصادی مالنکوف مبنی بر اولویت‌دهی به صنایع سبک نیز پس از استعفای او رها شد و در بودجهٔ فدرال سال ۱۹۵۵ افزایش سرمایه‌گذاری در صنایع سنگین مورد توجه قرار گرفت.
مالنکوف تا دو سال بعد عضو عادی پلیتبورو بود و در شب اول نوامبر ۱۹۵۶، همراه با خروشچف، برای مطلع‌کردن یوسیپ بروز تیتو از تهاجم قریب‌الوقوع شوروی به مجارستان که برای ۴ نوامبر ۱۹۵۶ برنامه‌ریزی شده بود، به جزیرهٔ بریجونی (یوگسلاوی) سفر کرد.
در ۱۹۵۷، مالنکوف تلاش کرد تا کودتایی را علیه خروشچف سازماندهی کند. در مقابله‌ای دراماتیک در کرملین، خروشچف و ژوکوف (که پشتوانهٔ ارتش شوروی را داشت) بر ضد مالنکوف همدست شدند. تلاش مالنکوف شکست خورد و او را همراه با دو همدست اصلی‌اش یعنی ویاچسلاو مولوتف و لازار کاگانویچ، که خروشچف در جلسهٔ فوق‌العاده کمیتهٔ مرکزی حزب از آنها با عنوان گروه ضدحزبی نام برد، از پلیتبورو اخراج کردند. در سال ۱۹۶۱، مالنکوف از حزب کمونیست اخراج و به قزاقستان تبعید شد. در آنجا، او را به مدیریت یک کارخانهٔ تولید برق آبی در اوسکمن گماشتند.

## زندگی شخصی و مرگ
در سال ۱۹۲۰ در ترکستان، مالنکوف زندگی مشترک خود با زن دانشمندی به نام والریا گلوبتسووا (۱۹۸۷–۱۹۰۱) را آغاز کرد. والریا دختر الکسی گلوبتسوف، عضو سابق شورای ملی امپراتوری روسیه در نیژنی نووگورود و مدیر مدرسهٔ نظام بود. مالنکوف و گلوبتسووا هرگز رابطهٔ خود را ثبت رسمی نکردند اما تا پایان عمر شریک زندگی یکدیگر بودند. گلوبتسووا در سال ۱۹۲۰ به حزب کمونیست شوروی پیوست. او به واسطهٔ مادرش که پیش از انقلاب روسیه سال‌ها زیر نظر لنین درس خوانده بود، ارتباط نزدیکی با لنین داشت که این امر، اثر مثبتی بر پیشرفت سیاسی مالنکوف و گلوبتسووا داشت. گلوبتسووا بعدها مدیر مؤسسهٔ مهندسی نیروی مسکو شد که مرکزی برای تحقیقات نیروی هسته‌ای در شوروی بود.
مالنکوف در سال‌های پایانی عمرش به ارتدکس روسی گرویده بود. او در ۱۴ ژانویه ۱۹۸۸، در ۸۶ سالگی درگذشت.